# Martin Dallmeier
Martin Dallmeier (* 16. Dezember 1946 in Kleinwalding bei Deggendorf) ist ein deutscher Historiker und Archivar.

## Leben und Wirken
Nach dem Besuch des Gymnasiums in Metten studierte Martin Dallmeier an der Universität Regensburg Geschichte, Historische Hilfswissenschaften und Vor- und Frühgeschichte und promovierte dort 1974 bei Max Piendl. Hieran schloss sich die Ausbildung für den höheren Archivdienst als Archivreferendar an der Archivschule München und die Fachprüfung hierfür im Jahre 1977 an. Bis 1981 war er dann als Archivar am Hauptstaatsarchiv München tätig, anschließend wechselte er nach Regensburg an und arbeitete seither am „Fürst Thurn und Taxis Zentralarchiv“ als dessen Leiter. Hierzu gehörten außerdem die Hofbibliothek, Kunstsammlung und die fürstlichen Museen. Von 2009 bis 2011 leitete er außerdem auch das Universitätsarchiv der Universität Regensburg.
Von 1995 bis 2018 war Dallmeier Vorsitzender des „Historischen Vereins für Oberpfalz und Regensburg“ und Lehrbeauftragter an der Universität Regensburg.
Seine zahlreichen Veröffentlichungen beschäftigen sich vor allem mit der Geschichte des fürstlichen Hauses Thurn und Taxis, ihres Postwesens und der Geschichte Regensburgs und der Oberpfalz.

## Schriften (Auswahl)
- Quellen zur Geschichte des Europäischen Postwesens 1501–1806. Drei Teile (= Thurn- und-Taxis-Studien, Bd. 9). Lassleben, Kallmünz 1977–1987 (Dissertation Universität Regensburg).
- Die Funktion der Reichspost für den Hof und die Öffentlichkeit. In: Daphnis, Bd. 11 (1982), S. 399–431.
- Poststreit im Alten Reich. Konflikte zwischen Preußen und der Reichspost. In: Wolfgang Lotz (Hrsg.): Deutsche Postgeschichte. Essays und Bilder. Nicolai, Berlin 1989, S. 77–104, ISBN 3-87584-249-9.
- (Hrsg.): 500 Jahre Post – Thurn und Taxis. Ausstellung anläßlich der 500jährigen Wiederkehr der Anfänge der Post in Mitteleuropa 1490–1990; Fürstliches Marstallmuseum Regensburg, 12. Mai bis 29. Juli 1990. Fürst Thurn und Taxis Zentralarchiv, Regensburg 1990, ISBN 3-8242-9965-8.
- (Bearb., mit Monika Ruth Franz): Bayerisches Hauptstaatsarchiv, Kurbayern, Hofkammer, Hofanlagsbuchhaltung (= Bayerische Archivinventare, Bd. 44). Selbstverlag der Generaldirektion der Staatlichen Archive Bayerns, München 1992, ISBN 3-921635-02-0.
- (Mithrsg.): Als die Post noch Zeitung machte. Eine Pressegeschichte. Eine Publikation des Deutschen Postmuseums, Frankfurt am Main anlässlich der gleichnamigen Ausstellung ; [9. Juni – 4. September 1994]. Anabas-Verlag, Giessen 1994, ISBN 3-87038-258-9.
- (mit Martha Schad): Das fürstliche Haus Thurn und Taxis. 300 Jahre Geschichte in Bildern. Pustet, Regensburg 1996, ISBN 3-7917-1492-9.
- (Mithrsg.): „Dieser glänzende deutsche Hof ...“. 250 Jahre Thurn und Taxis in Regensburg ; Ausstellung Regensburg, Fürstliches Schloß St. Emmeram, 17. Juli bis 20. September 1998. Fürst Thurn und Taxis Zentralarchiv, Regensburg 1998, ISBN 3-9806296-1-9.
- Die Rolle des Adels in der Stadt Regensburg. In: Gunnar Teske (Red.): Adel und Stadt. Vereinigte Westfälische Adelsarchive, Münster 1998, S. 97–114, ISBN 3-7923-0715-4.
- (Red., mit Diether Degreif): Archive und Kulturgeschichte (= Der Archivar, Beiband 5). Schmitt, Siegburg 2001, ISBN 3-87710-240-9.
- Großreich und Kommunikation. In: Alfred Kohler (Hrsg.): Karl V. 1500–1558. Neue Perspektiven seiner Herrschaft in Europa und Übersee (= Zentraleuropa-Studien, Bd. 6). Verlag der Österreichischen Akademie der Wissenschaften, Wien 2002, S. 223–244, ISBN 3-7001-3054-6.
- (Mithrsg.): Das Fürstentum Regensburg. Von der freien Reichsstadt zur bayerischen Kreishauptstadt ; Kunst und Geschichte im Spannungsfeld von Klassizismus und Romantik (1789 - 1848) ; 17. Regensburger Herbstsymposion für Kunst, Geschichte und Denkmalpflege 22. bis 24. November 2002. Universitätsverlag Regensburg 2003, ISBN 978-3-930480-36-4.
- Das Haus Thurn und Taxis und der Deutsche Orden in Südtirol. In: Beiträge zur Geschichte des Bistums Regensburg, Bd. 39 (2005), S. 695–709.
- (Mithrsg.): Denkmal und Freizeit. Historische Gebäude und Ensembles als Kulisse des Vergnügens. Fallbeispiele aus Regensburg und der Oberpfalz ; [Beiträge des 20. Regensburger Herbstsymposions für Kunst, Geschichte und Denkmalpflege vom 18. bis 19. November 2005]. Universitätsverlag Regensburg 2006, ISBN 3-930480-59-X.
- Rechnet sich Geschichte? Zur Ökonomisierung der Archive und historischer Begriffe. In: Archive in Bayern, Bd. 3 (2007), S. 195–207.
- Adelsarchive und ihre Nutzung. Probleme und Perspektiven. In: Andreas Hedwig (Hrsg.): Adelsarchive – zentrale Quellenbestände oder Curiosa? (= Schriften des Hessischen Staatsarchivs Marburg, Bd. 22). Marburg 2009, S. 17–32, ISBN 3-88964-202-0.
- (Bearb.): Archivrepertorien. Teil 3: Akten und Rechnungen. H. 1: Rechnungen I – V Regensburg – Bayern – Oberpfalz – Deutschland – Ausland (= Verhandlungen des Historischen Vereins für Oberpfalz und Regensburg, Bd. 148,2). Regensburg 2009.
- Die kaiserliche thurn und taxissche Reichspost in der Oberpfalz. In: Beiträge zur Geschichte und Kultur der Oberpfalz, Bd. 3 (2022), S. 208–229.